# Река Рогач
Река Рогач (угор. Réka Rohács, 28 травня 2000) — угорська плавчиня.
Призерка Чемпіонату світу з водних видів спорту 2022 року.
Призерка Чемпіонату Європи з водних видів спорту 2020 року.